# Oriental Research Institute
Das Oriental Research Institute (ORI; deutsch „Orientalisches Forschungsinstitut“) an der University of Mysore in Mysuru (Indien) ist ein Institut, das seltene Sanskrit- und Kannada-Manuskripte sammelt, ausstellt, ediert und publiziert. 

## Beschreibung
Das Institut war früher bekannt als die Oriental Library („Orientalische Bibliothek“). Die Bibliothek wurde im Jahr 1891 auf Anweisung von Chamaraja Wodeyar, dem Maharaja von Mysore gegründet. Das Institut befindet sich am Ende der Krishnaraja Boulevard in der architektonisch interessanten Jubilee Hall, die im Jahr 1887 zur Feier des goldenen Jubiläums der Thronbesteigung von Königin Victoria gebaut wurde. Bis 1961 gehörte das Institut zum Bildungsministerium und wurde dann ein Teil der neu gegründeten University of Mysore. Die Oriental Library wurde im Jahr 1943 in Oriental Research Institute umbenannt.

## Arbeit
Von 1893 bis heute publizierte das ORI fast 200 Titel. Die Bibliothek besitzt eine seltene Sammlung wie z. B. die Encyclopaedia of religion and ethics by James Hastings, A Vedic Concordance by Maurice Bloomfield und kritische Editionen des Ramayana und Mahabharata. Es war die erste öffentliche Bibliothek der Stadt Mysore für die Erforschung und das Herausgeben von Manuskripten. Der Schwerpunkt liegt in der Indologie. Das Institut publiziert ein jährliches Journal, den Mysore Orientalist. Im Jahr 1909 brachte die Publikation von Kautilyas Arthashastra, das im 4. Jahrhundert vor Chr. geschrieben wurde, editiert von Dr. R. Shamashastri, dem Institut einen internationalen Ruf. Bekannt sind auch die Publikationen Sri Tattvanidhi, eine Sammlung Shlokas von Krishnaraja Wadiyar III. Drei editierte Manuskripte Navaratnamani-mahatmyam (ein Werk über Gemmologie), Tantrasara-sangraha (ein Werk über Skulpturen und Architektur) und Vaidashastra-dipika (einen Text über Ayurveda) wurden ins Englische und in Kannada übersetzt und mehrfach nachgedruckt. Zwei weitere Werke, das Rasa-kaumudi (über Quecksilber-Medizin) und Paryayapadamanjari (Ayurveda Zahnmedizin) wurden bearbeitet und sollen publiziert werden.
Das ORI besitzt über 33000 Palmblatt-Manuskripte. Diese Manuskripte sind aus den Blättern der Talipot-Palme gemacht, die in eine Standardgröße von 15 cm zu 3,5 cm geschnitten werden. Die brüchigen Palmblätter wurden mit einer Paste aus Ragi weich gemacht und für Schriftstücke benutzt, ähnlich dem Papyrus im antiken Ägypten. Dieses organische Material verfault leicht und kann durch Silberfischchen zerstört werden. Zum Konservieren bringt man im ORI Zitronengras-Öl auf die Manuskripte, das wie ein Pestizid wirkt. Das Zitronengras-Öl bringt Flüssigkeit in die spröden Palmblätter und die hydrophobe Eigenschaft des Öls hält die Manuskripte trocken. Dadurch wird der Text vor der Luftfeuchtigkeit geschützt.
Die gebräuchliche Methode zum Konservieren von Manuskripten am ORI ist das Erfassen auf Mikrofilm. Das Institut erfasst die Manuskripte auch digital, was die Restauration der Texte vereinfacht.

## Wissenschaftler
- A. R. Krishnashastry
- R. Shamashastri